# Episodi di F.B.I. (nona stagione)
La nona e ultima stagione della serie televisiva F.B.I. è andata in onda negli Stati Uniti dal 16 settembre 1973 al 28 aprile 1974 sulla ABC.
| nº | Titolo originale           | Titolo italiano | Prima TV USA      | Prima TV Italia |
| -- | -------------------------- | --------------- | ----------------- | --------------- |
| 1  | The Big Job                |                 | 16 settembre 1973 |                 |
| 2  | The Confession             |                 | 30 settembre 1973 |                 |
| 3  | Break-In                   |                 | 7 ottobre 1973    |                 |
| 4  | The Pay-off                |                 | 14 ottobre 1973   |                 |
| 5  | The Exchange               |                 | 21 ottobre 1973   |                 |
| 6  | Tower of Terror            |                 | 28 ottobre 1973   |                 |
| 7  | Fatal Reunion              |                 | 4 novembre 1973   |                 |
| 8  | Rules of the Game          |                 | 18 novembre 1973  |                 |
| 9  | Fools Gold                 |                 | 25 novembre 1973  |                 |
| 10 | The Killing Truth          |                 | 9 dicembre 1973   |                 |
| 11 | The Bought Jury            |                 | 16 dicembre 1973  |                 |
| 12 | Ransom                     |                 | 30 dicembre 1973  |                 |
| 13 | A Piece of the Action      |                 | 6 gennaio 1974    |                 |
| 14 | Selkirk's War              |                 | 27 gennaio 1974   |                 |
| 15 | The Betrayal               |                 | 3 febbraio 1974   |                 |
| 16 | The Animal                 |                 | 17 febbraio 1974  |                 |
| 17 | The Two Million Dollar Hit |                 | 24 febbraio 1974  |                 |
| 18 | Diamond Run                |                 | 10 marzo 1974     |                 |
| 19 | Deadly Ambition            |                 | 17 marzo 1974     |                 |
| 20 | The Lost Man               |                 | 24 marzo 1974     |                 |
| 21 | The Vendetta               |                 | 7 aprile 1974     |                 |
| 22 | Confessions of a Madman    |                 | 14 aprile 1974    |                 |
| 23 | Survival                   |                 | 28 aprile 1974    |                 |

## The Big Job
- Diretto da: Don Medford
- Scritto da: Robert Malcolm Young

### Trama
- Guest star: Jason Johnson (maestro del coro), Tim Herbert (Lerner), Hank Stohl (dirigente), Charles Knox Robinson (Bartlett), Richard Anderson (Higgins), Marj Dusay (Mrs. Higgins), Paul Fix (Farrell), Mark Gordon (Williman), Roberta Haynes (padrona di casa), Laird Stuart (Kurt)

## The Confession
- Diretto da: Don Medford
- Scritto da: Jack Turley

### Trama
- Guest star: Tom Selleck (Steve), Lynne Moody (Linda), Nancy Wilson (Darlene Clark), Royce Wallace (Wardrobe Lady), Frank Bonner (Johnson), Lorraine Gary (Angela Norton), Hal Linden (Abel Norton), Phil Wright (Billy)

## Break-In
- Diretto da:
- Scritto da:

### Trama
- Guest star: Nancy Malone, Lou Frizzell, Jackie Cooper (Harlan Slade), Kevin Coughlin, Don Stroud (Bud Munsey)

## The Pay-off
- Diretto da:
- Scritto da:

### Trama
- Guest star: David Morick (Beckman), Earl Holliman (Frank), Jacqueline Scott (Patricia), Paul Richards (Powers), Gene Dynarski (Brown), Ed Gilbert (Latham), Joseph Wiseman (Gilford)

## The Exchange
- Diretto da: Marc Daniels
- Scritto da: Robert C. Dennis

### Trama
- Guest star: Ralph Smiley (impiegato dell'hotel), Harry Hickox (Jamieson), Antoinette Bower, Ron Randell, Scott Ellsworth (lettore notiziario), Francis DeSales (dottor Layton), Scott Marlowe, Barbara Colby (Marti), Jesse Vint

## Tower of Terror
- Diretto da:
- Scritto da:

### Trama
- Guest star: Anne Driscoll (Mrs. Staley), Victor French (Riles), Richard O'Brien (capitano Jenkins), Mario Roccuzzo, Scott Walker (Prager)

## Fatal Reunion
- Diretto da:
- Scritto da:

### Trama
- Guest star: Ed Nelson (Hamilton), Charles Lampkin (Hargroves), Hari Rhodes (Ormond), Susan Oliver (Margaret), Michael Bell (Parent), Dana Elcar (Waverly), Michael Heit (Jeffrey), Alfred Ryder (Urban)

## Rules of the Game
- Diretto da:
- Scritto da:

### Trama
- Guest star: Naomi Stevens (Mrs. Ladera), John Marley (Tully), Joe E. Tata (Elliott), Paul Stewart (Reese), Jaime Lyn Bauer (June), Ninette Bravo (Cara), Paul Cavonis (Steve), Jerry Douglas (agente Munger), Anthony Zerbe (Brimmer)

## Fools Gold
- Diretto da:
- Scritto da:

### Trama
- Guest star: Lou Antonio (Parrish), Susanne Benton (Molly), Leslie Nielsen (Hudson), Stephen Young (Brice)

## The Killing Truth
- Diretto da: Lawrence Dobkin
- Scritto da: Irving Pearlberg

### Trama
- Guest star: David Fresco, Audrey Landers (Janine Winchell), Jack Bender (Joe), John Milford, Lloyd Nolan (giudice Harper), Anna Lee (Susan Harper), Tim O'Connor

## The Bought Jury
- Diretto da: Alexander Singer
- Scritto da: Barry Oringer

### Trama
- Guest star: Joel Fabiani (Felton), William Elliott (George Watson), Paul Kent (Hennings), Robert Gentry (Leo Miles), Mark Allen (Barry Ryan), Barbara Baldavin (Nora Selwyn), Hank Brandt (Rod Selwyn), Frank Campanella (Al Delgado), Frank DeKova (Dracus), Carmen Zapata (Leila Dracus)

## Ransom
- Diretto da:
- Scritto da:

### Trama
- Guest star: Michael Conrad (Danvers), Anne Francis (Tish), Jo Ann Harris, Zalman King (Bernie)

## A Piece of the Action
- Diretto da:
- Scritto da:

### Trama
- Guest star: Joan Hotchkis (Nancy), Jerry Gatlin (Angell), Bob Vanselow (Starnes), Kelly Thordsen (Oldham), Val Avery (Max Horton), Hal Burton (Kreddis), Charles Cioffi (Vic), George DiCenzo (Dave), Anthony Eisley (agente Wright), Patrick Wright (Allerton)

## Selkirk's War
- Diretto da:
- Scritto da:

### Trama
- Guest star: Stacy Keach, Sr. (direttore della banca), Richard Jaeckel (Devlin), George Murdock (Dirken), Judy Lewis (Elinor Graham), Norman Burton (Bren), Lawrence Dobkin (Horrigan), Roy Engel (Spies), Peter Haskell (Selkirk), Roger Robinson (Carter)

## The Betrayal
- Diretto da:
- Scritto da:

### Trama
- Guest star: Emile Meyer, James Olson, Michael Tolan

## The Animal
- Diretto da:
- Scritto da:

### Trama
- Guest star: John S. Ragin, Roger Perry, Meg Foster, Gary Lockwood, Peter Mark Richman

## The Two Million Dollar Hit
- Diretto da: Robert Douglas
- Scritto da: Calvin Clements, Jr.

### Trama
- Guest star: Khigh Dhiegh (Chong), Lee De Broux (Nevins), Jack Ging (Selwyn), Sharon Farrell (Lee Thomas), Norman Alden (Worth), Belinda Balaski (Sue), Jana Bellan (Ruth), Randall Carver (Don), Burr deBenning (Bishop), Henry Silva (Stan Chasen)

## Diamond Run
- Diretto da:
- Scritto da:

### Trama
- Guest star: Arch Johnson (Arnie Cane), Fred Holliday (agente Davis), Stack Pierce (Hillie Breslin), Laurence Luckinbill (Danzer), Elizabeth Ashley (Claire), Eric Braeden (Becker), James Gammon (Cauldwell), Leo Gordon (Drunk Driver), Grayce Spence (Marion)

## Deadly Ambition
- Diretto da: Don Medford
- Scritto da: Robert W. Lenski

### Trama
- Guest star: Jo Jo Malone (Beverly Holmes), Mike Kopcha (Durst), Gerald McRaney (sceriffo's Deputy), Vince Martorano (Sykes), Vincent Beck (Fisher), Don Gordon (Sid Alpert), William Hansen (Harry Cahn), Robert Hooks (Wilcox), Claudia Jennings (Judith Grinnell), Harvey Keitel (Ernie), James Sikking (SA Ed Spanger)

## The Lost Man
- Diretto da:
- Scritto da:

### Trama
- Guest star: Jan Merlin (Colfax), Allyn Ann McLerie (Helen Porter), Don Porter (Mason Hammond), Annette O'Toole (Brenda Porter), John Carter (Porter), Reid Cruickshanks (McKenzie), Robert Foxworth (Greg Davidson), Jean Gillespie (Betty Hammond), Bill Williams (Crawford)

## The Vendetta
- Diretto da:
- Scritto da:

### Trama
- Guest star: Gary Clarke, Dabney Coleman (Barnes), Jon Cypher (Belson), Julie Gregg (Sandra), John Lupton (Thaler)

## Confessions of a Madman
- Diretto da:
- Scritto da:

### Trama
- Guest star: Albert Lantieri (Joe), Mary Frann (S.A. Pat Driscoll), Jodean Russo (Wilma Grant), Robert Pine (Vaughn Teller), Daniel J. Travanti (Jason Grant), Elliott Street (Darsie Neal), Christine Dixon (Gloria McMann)

## Survival
- Diretto da: Seymour Robbie
- Scritto da: Irving Pearlberg

### Trama
- Guest star: Dabney Coleman (Barnes), John Lupton (Thaler), Jon Cypher (Belson), Gary Clarke, Julie Gregg (Sandra)